# Skivvärlden (bokserie)
Skivvärlden (Discworld) är en fantasy/komedi-bokserie av den brittiske författaren Terry Pratchett. Den utspelar sig på Skivvärlden, en platt värld som balanserar på ryggarna av fyra elefanter, som i sin tur står på den enorma sköldpaddan Store A'Tuins rygg. Böckerna gör parodi på, eller hämtar i alla fall inspiration från J.R.R. Tolkien, Robert E. Howard, H.P. Lovecraft och William Shakespeare, likväl som mytologi och folksagor. Ofta använder han dem till sarkastiska paralleller med nuvarande kulturella, politiska och vetenskapliga ämnen.
Sedan den första romanen, Magins färg, har 41 böcker om skivvärlden getts ut på engelska, och 25 av dem har översatts till svenska. Bokomslagen är illustrerade av Josh Kirby, efter Kirbys död i oktober 2001 har de resterande böckerna illustrerats av Paul Kidby.
Nyutgivna Skivvärlden-böcker toppade regelbundet The Sunday Times bästsäljarlista, vilket gjorde Pratchett till Storbritanniens mest sålda författare på 1990-talet, även om Harry Potter-böckerna av J.K. Rowling har tagit över den platsen sedan dess. Skivvärlden-romaner har även vunnit utmärkelser som Prometheus Award och Carnegie Medal. I BBC:s Big Read var fem Skivvärlden-böcker på topp hundra, och totalt var femton stycken på topp 200.
En stor del av humorn i böckerna är språklig, vilket gör dem svår- eller närmast oöversättliga till andra språk utan förluster.

## Skivvärlden
Skivvärlden har betraktats i ett antal sidoböcker, som till exempel The Discworld Companion, The Art of Discworld, eller The Ankh-Morpork Mapp, den sistnämnda en karta över den största staden Ankh-Morpork. Observera att Skivvärlden inte är identisk med den platta värld som skapades av en uttråkad planetbyggare i boken Strata, ett tidigt och orelaterat science fiction-verk av samme författare.

### Kalender
Ett astronomiskt skivår består av 800 dagar, men det finns också ett bondeår som består av 400 dagar. En skivvecka har åtta dagar.

### Platser

#### Kontinenter
- Den Namnlösa Kontinenten – den mest kända kontinenten. Här ligger bland annat Ankh-Morpork, Rammtopparna, Lanker och Überwald.
- Klatsch - den näst mest kända kontinenten. Här finner man såväl ångande djungler som solstekta öknar. Tsort, Efebe, Djelibeybi, Omnia och Howondaland ligger här.
- Motviktskontinenten – här finns det Agateanska Imperiet. Den väger lika mycket som de andra kontinenterna tillsammans, på grund av att den till större delen består av den värdelösa metallen guld.
- XXXX – en ganska mystisk och okänd kontinent med jättelika råttor och brist på vatten.
- Ku - en kontinent som sjönk i havet för tusentals år sen.

#### Länder
- Agateanska Imperiet
- Betrobi
- Djelibeybi
- Efebe
- Genua
- Howondaland
- Krull
- Lanker
- Llamedos
- Omnia
- Tsort
- Überwald

#### Städer

##### Ankh-Morpork
Skivvärldens i särklass största stad, vars stadsmotto lyder Merus In Pectum Et In Aquam (Ren i sinne och vatten) och Quanti Canicula Ille In Fenestra (Vad tar ni för valpen där i fönstret?). Ankh-Morpork styrs av Patriciern, en stark anhängare av tesen "En Man, En Röst" (han är mannen, han har rösten).

##### Övriga städer
- Al Khali
- Bes Pelargic
- Chirm
- Hunghung
- Khom
- Lankerstad
- Pseudopolis
- Ohulan
- Quirm
- Sto Lat
- Zemfis

#### Övriga platser
- Bhangbhangduc
- Bruna Öarna
- Cirkelhavet
- Cori Celesti
- Koomdalen
- Rammtopparna
- Skund
- Sto-slätten

#### Andra dimensioner
- Dödens dimension
- Källardimensionerna
- Parasiterande universum

## Figurer i urval
Agnes Nitt, alias Perdita. En ung kvinna som först skymtas i Herrskap och Häxor. I Masker söker hon lyckan vid Operan och är en av huvudfigurerna. Senare efterträder hon Viväcka Vitlöök i Lankers trio av häxor.
Albert, eller Alberto Malich. En gång känd som Skivans störste trollkarl och grundare av Osynliga Universitetet, numera Dödens betjänt. Albert finns med i många böcker, men ägnas kanske mest uppmärksamhet i Mort.
Angua, eller Delphine Angua von Überwald är varulv, kvinna och medlem i Ankh-Morporks stadsvakt. Hon dyker först upp i En man på sin vakt, där hon efter hand utvecklar ett vänskapligt, men något komplicerat förhållande med Morot.
Astfgl, demonkung i "Eric".
Bagaget, en koffert med hundratals små ben tillverkat av intelligent päronträ. Tillhörde först Tvåblomster i Magins färg som sedermera gav bort det till Rensvind. Bagaget är ganska vresigt och våldsamt, men har en fantastisk förmåga att följa sin ägare oavsett tid och rum och det är med i flera böcker.
Bibliotekarien, orangutang och överbibliotekarie på Osynliga Universitetets bibliotek. Bibliotekarien var ursprungligen en människa, men råkade ut för en magisk olycka i Magins färg och har sedan dess motsatt sig alla välmenade försök att förvandla honom tillbaka, eftersom han fann sin nya skepnad rätt fördelaktig och trivs med att få sin lön i bananer.
Binky, en stolt vit springare, Dödens trogna häst, och därför avsevärt mycket intelligentare än andra hästar. Förekommer tillsammans med sin herre i flera böcker och i några, bland annat i Levande Musik, även tillsammans med Susan.
Blinde Io, en av Skivvärldens större gudar. En sammanslagning av Tor, Zeus och Oden.
Bravd Navländaren, en av Skivans mer kända hjältar.
Brutha, en av huvudfigurerna i Små Gudar. Skivvärldens version av Jesus, men med ett utseende och namn som drar tankarna till Buddha. Han blev fastkedjad på en metallstaty av en sköldpadda som man tände eld på underifrån. Till skillnad från Jesus så blev han räddad.
Casanunda, världens störste älskare och urbota lögnare.
Cohen Barbaren, eller Djingis Cohen, en legendomsusad men åldrad hjälte. Den siste riktige hjälten faktiskt. Ledare för Silverhorden.
Conina, en ung kvinna i Svartkonster som tvärtemot familjetraditionen drömmer om en karriär som hårfrisörska. Hon är dotter till Cohen.
Cuddy, dvärg och medlem i stadsvakten.
D.B.M.R Dibbler, eller Det-Blir-Min-Ruin Dibbler, en opportunistisk affärsidkare.
Detritus, troll och medlem i stadsvakten.
Dorfl, golem i boken På lerfötter som senare blir konstapel i vakten. Arbetade tidigare på ett slakteri.
Döden, också känd som Liemannen. Döden personifierad och en antropomorf personifikation. Nästan den äldsta varelsen i hela multiversum (naturligtvis var något tvunget att dö först). Han är lång och mager (som ett skelett faktiskt) och har blåa gnistor av ljus i sina ögonhålor (vilka blir röda när han blir arg). Talar alltid i kapitäler. Han är inte grym, bara fruktansvärt, fruktansvärt bra på sitt jobb.
Eric Tursley, demonbesvärjare som kanske inte riktigt har åldern inne i Eric.
Esmerelda "Mormor" Vädervax, eller "Esme" som hon kallas av sina närmaste vänner. Troligtvis Skivvärldens mäktigaste häxa. Bor i en stuga i skogarna i kungariket Lanker där hon har en biodling och några getter. Hon är även ägare av en kvast som numera mest består av reservdelar och som behöver springas igång. Trots hennes otroliga krafter så nöjer hon sig mest med att använda "huvudologi" som går ut på att man lurar folk till att tro det man vill att de ska tro.
Frun, en av Skivvärldens gudar, fast med viss osäkerhet om på vilket sätt.
Gaspode, en liten hund drabbad av ofrivillig intelligens i Rörliga bilder.
Glud, dvärg och musiker i Levande Musik.
Grisefar, en antropomorf personifikation av Jultomten.
Gråbo, en illaluktande mordisk pälsboll, Nanna Oggs katt.
Gytha "Nanna" Ogg, häxkollega till Viväcka Vitlöök och Mormor Vädervax. Hon är godmodig och har varit gift tre gånger, vilket resulterat i femton barn och många barnbarn utspridda över hela Rammtopparna, och är släktens obestridda matriark. Hon har en förkärlek för starka drinkar och att sjunga Igelkottasången och andra oanständiga visor efter ett antal sådana.
Havelock Vetinari, Ankh-Morporks patricier. Han har bildat gillen för tiggare, lönnmördare och tjuvar, och låter folk betala skatt till gillena för att slippa bli rånade, mördade eller förföljda. Detta system fungerar fullt tillfredsställande. Om man nu skall ha brottslighet, varför då inte organiserad brottslighet? brukar Vetinari ofta säga. Stark anhängare av "En man, en röst." han är mannen, alltså ska han ha rösten. Han tror inte på onödigt våld men däremot på nödvändigt våld. En gång blev han nästan mördad av ett arsenikförgiftat ljus.
Hex, en tänkande sak.
Hrun Barbaren, barbarhjälte i Magins färg.
Leonard av Quirm, universalgeni och konstnär.
Ly Tin Videl, ansedd som Skivans främste filosof - åtminstone av sig själv.
Modo, trädgårdsmästare vid Osynliga Universitetet.
Morot, kapten, medlem i stadsvakten, av kungasläkt, uppvuxen bland dvärgar.
Mort, en yngling som får anställning som Dödens lärling och sedermera gifter sig med dennes adoptivdotter Ysabell.
Mustrum Ridcully, ärkekansler vid Osynliga Universitetet, platsen för magisk vidareutbildning.
Nac Mac Feegle, ett småfolk med rött hår och blå hud. De älskar att slåss med allt och alla, dricka starka drycker, och att stjäla allt de kan komma åt, gärna kor. Nac Mac Feegle bor i gamla gravhögar och styrs av sin 'Kelda' som likt en bidrottning är mor till hela stammen.
Nijel Förgöraren, en barbarhjälte i blivande i Svartkonster.
Nobby Nobbs, eller Cecil Wormsborough St. John Nobbs, medlem i stadsvakten. Kortare än de flesta dvärgar och har intyg från Lord Vetinari på att han faktiskt är människa.
Offler, en av Skivvärldens större gudar.
Ponce da Quirm, en figur baserad på Ponce de Léon. En optimist. Blev nästan flådd av tezumanerna när han föreslog att man skulle ställa hjulen upp istället för att lägga dem på sidan.
Pundhuvudet Johannessen, berömd arkitekt med bland annat Ankh-Morporks palatsträdgårdar på sitt samvete.
Queztrenchcoatl, en smådjävul på femton centimeter.
Rensvind, misslyckad trollkarl som dock lyckas bra med en sak i världen - att överleva. Trivs bäst på mycket stort avstånd från alla faror. Hjälpreda åt Bibliotekarien.
Råttornas Död, en av de många "andra" Dödar som dyker upp i Döden ligger lågt.
Sjuhänte Sek, en av Skivans större gudar.
Store A'Tuin, den väldiga stjärnsköldpadda som bär upp Skivvärlden.
Susan, eller Susan Sto Helit är dotter till Mort och Ysabell och därmed på sätt och vis Dödens barnbarn.
Svarta Aliss, legendarisk häxa.
Sybil Ramkin, eller Lady Sybil Deidre Olgivanna Ramkin, grevinna av Ankh och Ankh-Morporks rikaste kvinna. Driver Höstsolshemmet för Sjuka Drakar. Gift med Kapten Vimes.
Teppic, eller Teppicymon XXVIII, huvudperson i Pyramidfeber och prins av Djelibeybi, utbildad till lönnmördare i Ankh-Morpork.
Tiffany Ledbruten, 11-årig flicka som i boken Små blå män lär känna det vildsinta och aningen alkoholiserade småfolket Nac Mac Feegle och även sina egna magiska krafter. I boken Hat full of Sky lämnar hon sitt hem för att bli häxlärling.
Tvåblomster, Skivvärldens förste turist.
Samuel Vimes, stadsvaktens befälhavare, hertig av Ankh-Morpork och nykter alkoholist. Gift med Lady Sybil.
Verence, en narr i Häxkonster som sedermera blir kung Verence II av Lanker.
Vesslan, kompanjon till Bravd Navländaren.
Viväcka Vitlöök, ung häxa, för det mesta mycket snurrig och sedermera drottning över Lanker.
Ysabell, en flicka som är Dödens adoptivdotter.
Ödet, en av Skivvärldens gudar, eller kanske antropomorfisk personlighet.

## Böckerna

### Upplägg
Väldigt få av Skivvärlden-böckerna har kapitelindelning, istället har de sammanvävda handlingar. Pratchett har sagt att ”han aldrig kom in i vanan att skriva kapitel”, och senare lade han till att ”jag måste dela in dem när jag skriver ungdomsböcker eftersom min redaktör skriker tills jag gör det”. Den första Skivvärlden-boken, Magins färg, är indelad i ”böcker”, vilket även Pyramidfeber är. De ej ännu översatta böckerna Going Postal och Making Money har faktiskt kapitel, prolog, epilog, och små smakprov på vad som kommer i varje kapitel, i samma stil som A.A. Milne, Jules Verne och Jerome K. Jerome.

### Teman och motiv
Skivvärlden-böckerna innehåller vanliga teman och motiv som fortsätter genom hela serien. Det görs parodi på fantasyklichéer i många av romanerna, och även på fantasyns undergenrer så som sagor (Häxor i faggorna) och vampyrberättelser (Carpe Jugulum). Analogier av verkliga ämnen så som religion (Små gudar) och affärer och politik är återkommande teman. Det är även musikgenrer som opera (Masker) och rockmusik (Levande musik). Det görs även parodi på andra böcker, som Shakespeare, Beatrix Potter och flera filmer. Stora historiska händelser, speciellt slag, används ibland som bas för både obetydliga- och nyckelhändelser i Skivvärlden-historier (Jingo, Pyramidfeber), det är även trender i vetenskap, teknologi, och popkultur (Rörliga bilder, En man på sin vakt). Det finns även humanistiska teman i många av romanerna, och ett fokus på kritiskt tänkande i böckerna om häxorna och Tiffany Aching.

### Böcker i kronologisk ordning
Böckerna kan läsas fristående från varandra, men vinner på att läsas i en viss ordning, åtminstone de som tar upp samma figurer.
| Engelsk titel                                | Utgiven | Svensk titel                                                              | Figurer                         | Anknytningar i verkligheten                                                            |
| -------------------------------------------- | ------- | ------------------------------------------------------------------------- | ------------------------------- | -------------------------------------------------------------------------------------- |
| The Colour of Magic                          | 1983    | Magins färg (övers. Olle Sahlin)                                          | Rensvind                        | Fantasyklichéer, rollspel, turism, försäkringar                                        |
| The Light Fantastic                          | 1986    | Det fantastiska ljuset (övers. Olle Sahlin)                               | Rensvind                        | Fantasyklichéer, rollspel, turism, apokalypsen                                         |
| Equal Rites                                  | 1987    | Trollkarlens stav (övers. Olle Sahlin)                                    | Häxorna                         | Jämställdhet, kvantfysik                                                               |
| Mort                                         | 1987    | Mort (övers. Olle Sahlin)                                                 | Döden                           | Döden, Liemannen, lärlingskap                                                          |
| Sourcery                                     | 1988    | Svartkonster (övers. Peter Lindforss)                                     | Rensvind                        | Apokalypsen, kvantfysik                                                                |
| Wyrd Sisters                                 | 1988    | Häxkonster (övers. Olle Sahlin)                                           | Häxorna                         | Shakespeare, speciellt Macbeth och Hamlet                                              |
| Pyramids                                     | 1989    | Pyramidfeber (övers. Peter Lindforss)                                     | Diverse                         | Egyptisk mytologi, kvantfysik, antikens filosofer                                      |
| Guards! Guards!                              | 1989    | I lagens namn (övers. Peter Lindforss)                                    | Stadsvakten                     | Deckare, hemliga sällskap, drakar, A. Dumas Joseph Balsamo                             |
| Faust Eric                                   | 1990    | Eric (övers. Mats Blomqvist)                                              | Rensvind                        | Faust, Dantes Divina Commedia, Homeros Iliaden och Odysséen                            |
| Moving Pictures                              | 1990    | Rörliga bilder (övers. Peter Lindforss)                                   | Diverse                         | Hollywood, kändisskap                                                                  |
| Reaper Man                                   | 1991    | Döden ligger lågt (övers. Peter Lindforss)                                | Döden                           | Science fiction, urbanisering, minoriteters rättigheter                                |
| Witches Abroad                               | 1991    | Häxor i faggorna (övers. Olle Sahlin)                                     | Häxorna                         | Sagor, voodoo                                                                          |
| Small Gods                                   | 1992    | Små gudar (övers. Peter Lindforss)                                        | Diverse                         | Religion, filosofi, Spanska inkvisitionen                                              |
| Lords and Ladies                             | 1992    | Herrskap och häxor (övers. Peter Lindforss)                               | Häxorna                         | Shakespeare, speciellt En midsommarnattsdröm, oidentifierade flygande föremål, folktro |
| Men at Arms                                  | 1993    | En man på sin vakt (övers. Peter Lindforss)                               | Stadsvakten                     | Deckare, rasism                                                                        |
| Soul Music                                   | 1994    | Levande musik (övers. Peter Lindforss)                                    | Döden                           | Rockmusik och mytologin kring den                                                      |
| Interesting Times                            | 1994    | Spännande tider (övers. Peter Lindforss)                                  | Rensvind                        | Orienten, revolution                                                                   |
| Maskerade                                    | 1995    | Masker (övers. Peter Lindforss)                                           | Häxorna                         | Opera, Fantomen på Operan                                                              |
| Feet of Clay                                 | 1996    | På lerfötter (övers. Mats Blomqvist)                                      | Stadsvakten                     | Deckare, Robotar                                                                       |
| Hogfather                                    | 1996    | Svinvinternatt (övers. Mats Blomqvist)                                    | Döden                           | Jul, barnsagor                                                                         |
| Jingo                                        | 1997    | Jingo (övers. Mats Blomqvist)                                             | Stadsvakten                     | Krig, diplomati, rasism                                                                |
| The Last Continent                           | 1998    | Den sista kontinenten (övers. Mats Blomqvist)                             | Rensvind                        | Australien                                                                             |
| Carpe Jugulum                                | 1998    | Carpe Jugulum (övers. Mats Blomqvist)                                     | Häxorna                         | Vampyrer                                                                               |
| The Fifth Elephant                           | 1999    | Ingen titel ännu                                                          | Stadsvakten                     | Diplomati, Östeuropa, folktro, politiska konspirationsromaner                          |
| The Truth                                    | 2000    | Ingen titel ännu                                                          | Diverse                         | Watergateaffären, tidningar, The Front Page och Det ligger i blodet                    |
| Thief of Time                                | 2001    | Ingen titel ännu                                                          | Diverse                         | Buddhism, Kaos, The Beatles och Apokalypsen                                            |
| The Last Hero                                | 2001    | Ingen titel ännu                                                          | Diverse                         | Legender, Prometheus, Dungeons & Dragons, Conan, Apollo 13, Leonardo da Vinci          |
| The Amazing Maurice and His Educated Rodents | 2001    | Den makalöse Maurice och hans kultiverade gnagare (övers. Mats Blomqvist) | Diverse                         | Beatrix Potter, Råttfångaren i Hameln                                                  |
| Night Watch                                  | 2002    | Ingen titel ännu                                                          | Stadsvakten, Sam Vimes          | Deckare, Samhällets olycksbarn, Tidsresor, den Ryska revolutionen                      |
| The Wee Free Men                             | 2003    | Små blå män (övers. Mats Blomqvist)                                       | Tiffany Aching, Nac Mac Feegle  | Folktro, det mytiska Skottland, Braveheart, Highlander                                 |
| Monstrous Regiment                           | 2003    | Ingen titel ännu                                                          | Diverse                         | Folkmusik, Napoleon I, Vietnamkriget, crossdressing, jämställdhet                      |
| A Hat Full of Sky                            | 2004    | Ingen titel ännu                                                          | Tiffany Aching, Nac Mac Feegle  | Brittisk folktro om häxor, Hypnos                                                      |
| Going Postal                                 | 2004    | Ingen titel ännu                                                          | Moist von Lipwig                | Politik, affärspraktikanter, Postens historia, Internet                                |
| Thud!                                        | 2005    | Ingen titel ännu                                                          | Stadsvakten                     | Da Vinci-koden, positiv särbehandling, deckare                                         |
| Wintersmith                                  | 2006    | Ingen titel ännu                                                          | Tiffany Aching, Nac Mac Feegle  | Brittisk folktro om häxor                                                              |
| Making money                                 | 2007    | Ingen titel ännu                                                          | Moist von Lipwig                | Sedeltryckande, ekonomipolitik                                                         |
| Unseen Academicals                           | 2009    | Ingen titel ännu                                                          | Trollkarlarna                   | Fotboll                                                                                |
| I Shall Wear Midnight                        | 2010    | Ingen titel ännu                                                          | Tiffany Aching                  | Bröllop, folktro, häxor                                                                |
| Snuff                                        | 2011    | Ingen titel ännu                                                          | Sam Vimes                       | Goblins, semester, korsord, hälsokost                                                  |
| Raising Steam                                | 2013    | Ingen titel ännu                                                          | Moist von Lipwig                | Tåg, järnväg, terrorism, rasism                                                        |
| The Shepherd's Crown                         | 2015    | Ingen titel ännu                                                          | Tiffany Aching, Mormor Vädervax |                                                                                        |

### Korta beskrivningar av böckernas innehåll

#### Magins färg
Ett skepp lägger till vid Ankh-Morporks kaj och en främling med en ovanlig, ja, faktiskt ännu helt obekant, önskan för den stolta tvillingstaden stiger av.  Personen vill titta på saker. Skivan har drabbats av sin första turist.

#### Det fantastiska ljuset
Märkliga omen i skyn och förbryllande profetior får alla att undra över vart världen är på väg. Om Skivan skall räddas måste alla De Åtta Stora Besvärjelserna uttalas samtidigt. Problemet är bara att en av dem är på rymmen.

#### Trollkarlens stav
När en trollkarl känner på sig att han ska dö, lämnar han sin stav till en åttonde son av en åttonde son, eftersom alla vet att ett sådant barn är fött till trollkarl. Men vad händer när den åttonde sonen av den åttonde sonen visar sig vara en dotter?

#### Mort
Döden bestämmer sig för att skaffa en lärling och Mort blir den som får jobbet. Men att slussa själar bort från denna världen är kanske inte den rätta karriären för någon som har alla sina körtlar i behåll, speciellt inte när det ingår prinsessor.

#### Svartkonster
Trollkarlar bör inte ha någon kontakt med motsatta könet. Varför är det knappt någon som minns längre, men säkert var det ett mycket bra skäl. Fast det finns alltid de som inte vill lyssna. Och det kan bli ett problem. Det här heter Magnus.

#### Häxkonster
Ett kungarike utan en kung är inget lyckligt kungarike. Och en häxa lägger sig aldrig i, men när folk börjar tappa respekten till och med för spetsiga svarta hattar, är det riktigt illa.

#### Pyramidfeber
Att gå i sin fars fotspår är aldrig lätt, särskilt inte om ens far är en gud. Och när ens försök att förbättra tillvaron genom att installera sanitära anläggningar slutar med att man bygger den största pyramiden i världen, kan man bara hoppas på att man fick en bra utbildning.

#### I lagens namn
Någonting förvandlar Ankh-Morporks innevånare till någonting som mest liknar små rykande kolbitar. Och en ny rekryt får stadsvakten att damma av ett gammalt motto och till viss förskräckelse håller de snart på att ta reda på vad som händer.

#### Eric
Eric som är en demonbesvärjande hacker som vill ha tre önskningar uppfyllda. Men att frammana en demon är oftast ingen bra idé för någon inblandad. Särskilt inte om önskningarna är att leva för evigt, härska över världen och att träffa världens vackraste kvinna.

#### Rörliga bilder
På en enslig, sandig kulle vid havet några mil vridvarts om Ankh-Morpork slocknar elden i en liten primitiv hydda. Och någonting annat vaknar. Drömmen om den vita duken och om stjärnorna, som lever för en dag - eller i evighet?

#### Döden ligger lågt
Utan Död inget Liv. Eller? När Döden plötsligt en dag får sparken upptäcker Skivans invånare att det utan död faktiskt kan bli alldeles för mycket liv också.

#### Häxor i faggorna
Det här är en saga som inte kommer att sluta lyckligt, åtminstone inte om häxorna får bestämma. Det enda de behöver göra är att se till att den fattiga flickan inte får sin prins. Låter enkelt nog! Men då glömmer de att världen kräver ett lyckligt slut på sagor.

#### Små gudar
Det är ett ensamt jobb att vara gud. Men att vara en liten gud är värre ändå. Och det är vad som händer när ens troende tappar tron. Om satsar allt på den Utvalde, men frågan är om det är människorna som behöver gudarna eller tvärtom?

#### Herrskap och häxor
Det är midsommar och Älvorna har återvänt, vackra, glamorösa, förtrollande - och onda. Men det där sista har tyvärr människorna redan glömt. Men häxor har bättre minne för detaljer och dessutom, bugar de aldrig för någon. Om de inte har en hästsko i fickan.

#### En man på sin vakt
Ankh-Morporks hederliga (nåja) invånare är återigen hotade av någonting ondskefullt. Någonting som till och med får Lönnmördarna att darra på handen. Och stadsvaktens nya rekryter får fullt upp fortare än någon kunde ana och det är bara att hoppas på att de håller måttet.

#### Levande musik
En ovanligt "älvisk" bard, ett troll som bär solglasögon och spelar på stenar, en dvärg som tutar grymt i luren och en rytm som det svänger om. Stenhård Musik har drabbat Skivan.

#### Spännande tider
I Imperiet, Skivans äldsta och mest hemlighetsfulla rike skrider Revolutionens spöke fram och krigsherrar och barbarhorder kämpar om makten. Och som om inte detta vore nog slår en liten oansenlig, men mycket speciell fjäril med vingarna. Må Du Leva I Spännande Tider.

#### Masker
Någonting skrämmande sker på Operahuset i Ankh-Morpork, där världens största röster samlar sig. Men det där med vad ett stjärnämne är eller inte är, skulle inte ens alkemisterna kunna reda ut. Och två häxor söker en tredje. Men hur vet man vad som är ens sanna jag?

#### På lerfötter
En rad av mystiska dödsfall skakar Ankh-Morpork och den enda ledtråden är ett spår av vit lera. När självaste Patriciern dessutom blir opasslig, får stadsvakten verkligen fullt upp. Ska de lyckas hitta den skyldige och återställa lugnet innan det är för sent?

#### Svinvinternatt
Grisvaktaraftons frid och fröjd närmar sig med raska steg. Bara en sak saknas. Grisefar själv.

#### Jingo
En ny ö stiger upp ur havet mellan Ankh-Morpork och Klatsch och plötsligt är det slut på lugn och ro.

#### Den sista kontinenten
Om kontinenten XXXX, de jättelika råttornas hemvist på Skivan, skall räddas behövs en hjälte. Och gissa vem som dyker upp precis i rättan tid..?

#### Carpe Jugulum
Lankers kung bestämmer sig för en internationalisering av riket och bjuder in vampyrer...

#### Den makalöse Maurice och hans kultiverade gnagare
En katt med sinne för affärer, en grabb med en dum uppsyn och en invasion av råttor.

#### Små blå män
Tiffany är en vanlig flicka som sköter vanliga sysslor på en gård, tror hon. I och med Nac mac feaglarna vänds hennes liv upp och ner samt in och ut.

## Annan media
Flera datorspel, radiopjäser, serieböcker, filmer och TV-serier har gjorts baserade på böckerna. Bland annat släpptes datorspelen Discworld MUD 1991 och Discworld Noir 1999 och filmen Den makalöse Maurice 2022.